# Christian Ramos
Christian Guillermo Martín Ramos Garagay (Lima, 1988. november 4. –), ismert nevén Christian Ramos, perui labdarúgó, a  Juan Aurich hátvédje.